# Thomas O. Staggs
Thomas O. Staggs est depuis 2015 le Chief Operating Officer de la Walt Disney Company. Auparavant il a occupé les postes de directeur financier de Disney et président de la division Walt Disney Parks and Resorts.

## Biographie
Tom Staggs rejoint Disney en 1990 comme responsable de planification stratégique puis évolue et devient en 1995 vice-président du service de planification et de développement. En 1998, il devient directeur financier (chief financial officer).
En décembre 2009, Robert Iger décide d'intervertir les positions de Jay Rasulo à la tête de Walt Disney Parks and Resorts et Tom Staggs directeur financier de la Walt Disney Company. Staggs devient donc directeur de Disney Parks and Resorts.
Le 5 février 2015, Tom Staggs est nommé Chief Operating Officer de la Walt Disney Company,,,. Quelques jours plus tard Bob Chapek est nommé président de Walt Disney Parks and Resorts fin février 2015,,,. Disney annonce dans un communiqué, que comme un accord avec Robert Iger, Tom Staggs quitterait ses fonctions et la société le 6 mai 2016, préservant pour l'année fiscale en cours un rôle de conseiller spécial auprès du PDG. Selon le New York Times, une partie du conseil d'administration aurait vu d'un mauvais œil ce futur hériter de Iger à la tête de Disney.
Le 4 avril 2016, Thomas Staggs alors considéré comme favori pour succéder à Robert Iger au poste de directeur général annonce brutalement son départ de Disney,.